# 13845 Jillburnett
A 13845 Jillburnett (ideiglenes jelöléssel 1999 XL63) a Naprendszer kisbolygóövében található aszteroida. A LINEAR projekt keretében fedezték fel 1999. december 7-én.